# Hüsker Dü
Hüsker Dü was een Amerikaanse rockband uit Minneapolis, actief in de jaren 80. De band had een grote invloed op latere pop- en rockbands. De muziek had ook sterke punk- en hardcore-invloeden. Husker du? (zonder umlauten) betekent "weet je nog?" in het Deens en het Noors.
De band was van 1979 tot 1987 actief en bestond uit Grant Hart - drummer en leadzanger, Bob Mould - gitarist en leadzanger en Greg Norton - bassist. 
Aanvankelijk was er nog een vierde bandlid, keyboardspeler Charlie Pine, maar deze werd al vroeg aan de kant geschoven omdat de groep niet tevreden was met de elektronische sound van de keyboards.
Nagenoeg alle nummers werden geschreven door Grant Hart en Bob Mould.
Hart en Mould hadden vooral hun liefde voor the Ramones, the Dead Kennedys en andere punkgroepen gemeen, en begonnen als hardcore punk band.
Na enkele jaren wilden de songschrijvers hun grenzen echter verleggen en werd de muziek van Hüsker Dü trager en melodieuzer, met als hoogtepunt het conceptalbum Zen Arcade uit 1984.
Dit sloeg vooral in het college circuit aan, hetgeen de interesse van grotere platenmaatschappijen wekte.
In 1986 tekende de band een platencontract met Warner Bros., waarop het album Candy Apple Grey in 1986 werd uitgebracht.
Ondanks de goede kritieken, de uitgebreide promotie, de airplay en het vele toeren van de band, bleef het commerciële succes uit.
Ook Candy Apple Grey bereikte de album-top 100 niet, evenmin als de opvolger Warehouse: Songs and Stories uit 1987.
Ondertussen stapelden de creatieve en persoonlijke geschillen tussen Mould and Hart zich op.
Hart had een nieuwe relatie, maar slaagde er maar niet in zijn druggebruik onder controle te krijgen, daar waar Mould zijn alcoholmisbruik nog maar net overwonnen had.
Bassist Greg Norton was recent gehuwd en had inmiddels andere professionele interesses (openen van een restaurant).
Mede omwille van die spanningen pleegde de manager van Hüsker Dü, David Savoy, in 1987 zelfmoord, op de vooravond van de toer ter promotie van het album Warehouse: Songs and Stories, hetgeen de basis van de split van de band zou blijken te zijn, later door Mould omschreven als 'het begin van het einde'.
Door het wegvallen van Savoy nam Bob Mould tijdelijk de taken als manager van de band over, hetgeen voor Grant Hart een doorn in het oog was en de spanningen nog opdreef.
Na een concert in Columbia, Missouri in 1987 werd de stekker eruit getrokken. 
Omdat Hart bleef worstelen met zijn heroïneverslaving en niet meer functioneerde, vreesden Mould en Norton dat hun drummer vroeg of laat zou moeten afzeggen voor een optreden.
Hart drong nog aan, maar toen Mould de resterende optredens voor de toer had afgezegd, verliet Hart de band 4 dagen later.
Op 13 september 2017 overlijdt Grant Hart door complicaties als gevolg van leverkanker en hepatitis C. 
Ondanks de grote invloed en erkenning brak Hüsker Dü nooit door naar een groot publiek, maar bleef het een cultband.

## Invloed
Hüsker Dü was bekend om zijn snelle tempo en schreeuwerige teksten. In het midden van de jaren 80 veranderde het power trio van koers: de nummers werden trager, melodieuzer en de teksten bevatten emoties. Uniek was de samenzang tussen Bob Mould en Grant Hart. Ze namen ieder om de beurt de leadzang voor hun rekening in hun eigen composities. De meerstemmige zang liet zien dat de band schatplichtig was aan andere Amerikaanse bands als bijvoorbeeld The Byrds. Hüsker Dü heeft veel bijgedragen aan de alternatieve rock, en geldt als een van de grondleggers van emo, vóór Embrace en Rites of Spring.
Door onderlinge spanningen en de split die daarvan het gevolg was, heeft de band helaas nooit de vruchten kunnen plukken van de waardering die Hüsker Dü met name in Europa ten deel viel.
Veel bands hebben aangegeven dat Hüsker Dü een grote invloed op hen heeft gehad. Onder die bands vallen Buffalo Tom, Foo Fighters, Nirvana, Pixies, Green Day, The Posies, Sebadoh en Sonic Youth. Het Ierse Therapy? coverde 'Diane' succesvol in 1995. Daarnaast noemde tv-zender VH1 de band als een van de twee belangrijkste post-punk bands. De andere band was R.E.M.
De carrière van de groep is beschreven in het boek Our Band Could Be Your Life, dat een aantal belangrijke underground rockbands beschrijft.
Na de split heeft Grant Hart een bescheiden radiohit gehad met het All of my Senses, alvorens de band Nova Mob te beginnen.
Ook Bob Mould begon een solocarrière, om later de punkrockband Sugar op te richten, waarmee hij enige jaren succes boekte in het indie-circuit.
Vanaf midden jaren '90 richtte Mould zich opnieuw helemaal op zijn solocarrière. Hij is nog steeds volop actief en toert nog uitgebreid met zijn begeleidingsband.
Greg Norton stapte in 1988 uit de muziekindustrie en begon samen met zijn (ondertussen ex-)vrouw het restaurant "The Norton's", maar werd in 2006 opnieuw muzikaal actief met een eigen band en als sessiemuzikant.

## Discografie

### Studioalbums
- 1983 - Everything Falls Apart
- 1984 - Zen Arcade
- 1985 - New Day Rising
- 1985 - Flip Your Wig
- 1986 - Candy Apple Grey
- 1987 - Warehouse: Songs and Stories

### Livealbums
- 1982 - Land Speed Record
- 1994 - The Living End (Hüsker Dü album)

### Ep's
- 1983 - Metal Circus
- 1986 - Sorry Somehow
- 1986 - Don't Want To Know If You Are Lonely